# Тонка змія звичайна
Тонка змія звичайна (Leptophis ahaetulla) — неотруйна змія з роду Тонка змія родини Вужеві. Має 11 підвидів. Інша назва «змія-попуга».

## Опис
Загальна довжина коливається від 1,5 до 2,2 м. Голова довгаста вузька. тулуб стрункий з кілеватою лускою. Забарвлення яскраво—зелене, буває з чорною смугою, що проходить через око, іноді без неї. Боки можуть бути жовтими або коричневими. У роздратованому стані широко роззяває пащу.

## Спосіб життя
Полюбляє вологі та сухі тропічні ліси. Практично усе життя проводить на деревах або чагарниках. Зустрічається на висоті до 1680 м над рівнем моря. Харчується ящірками, птахами й дрібними ссавцями.
Це яйцекладна змія.

## Розповсюдження
Мешкає у тропіках Центральної Америки та на більшій частині Південної Америки.

## Підвиди
- Leptophis ahaetulla ahaetulla
- Leptophis ahaetulla bocourti
- Leptophis ahaetulla bolivianus
- Leptophis ahaetulla chocoensis
- Leptophis ahaetulla coeruleodorsus
- Leptophis ahaetulla liocercus
- Leptophis ahaetulla marginatus
- Leptophis ahaetulla nigromarginatus
- Leptophis ahaetulla occidentalis
- Leptophis ahaetulla ortonii
- Leptophis ahaetulla praestans